# Rijksbeschermd gezicht Culemborg
Gezicht Culemborg is een van rijkswege beschermd stadsgezicht in Culemborg in de Nederlandse provincie Gelderland. De procedure voor aanwijzing werd gestart op 12 februari 1975. Het gebied werd op 8 november 1977 definitief aangewezen. Het beschermd gezicht beslaat een oppervlakte van 135,5 hectare.
Panden die binnen een beschermd gezicht vallen krijgen niet automatisch de status van beschermd monument. Wel zal de gemeente het bestemmingsplan aanpassen om nieuwe ontwikkelingen in het gebied te reguleren. De gezichtsbescherming richt zich op de stedenbouwkundige en cultuurhistorische waardering van een gebied en wil het toekomstig functioneren daarvan veiligstellen.